# 贵州报春
贵州报春（学名：Primula kweichouensis）为报春花科报春花属下的一个种。

## 扩展阅读
- 維基物種上的相關：贵州报春